# Capitaine du peuple
Pour les articles homonymes, voir Capitaine.
Le capitaine du peuple (italien : capitano del popolo) était une figure politique de l'administration locale historique des républiques communales italiennes à partir du XIIe siècle.
Vers 1250, pour se libérer de l'emprise de Frédéric II, les Florentins fondèrent le gouvernement du Popolo Vecchio (ancien peuple) ou Primo Popolo (premier peuple), dont le capitaine du peuple était une des principales figures, avec le Conseil des Anciens.
Le capitaine du peuple, normalement un étranger afin de ne pas subir d'ingérences de la part des puissants de la ville, exerçait son contrôle sur le podestat, en parallèle avec deux conseils autonomes composés de représentants des Arts et métiers ainsi que les gonfaloniers, chefs de compagnies militaires attachées aux diverses paroisses.
En pratique, le capitaine du peuple servait de contrepoids aux familles nobles.
Il était par exemple chargé de choisir les neuf membres du gouvernement des neuf de la république de Sienne entre 1287 et 1355.

## Diverses appellations
- Capitaine du peuple à Gênes dès 1257
- Capitaine de la liberté du peuple, au même endroit
- Capitaine et conservateur du peuple, à Florence, en 1342, pour Gauthier de Brienne, duc d'Athènes.
- Capitaine du peuple à Volterra.